# Son Xigala

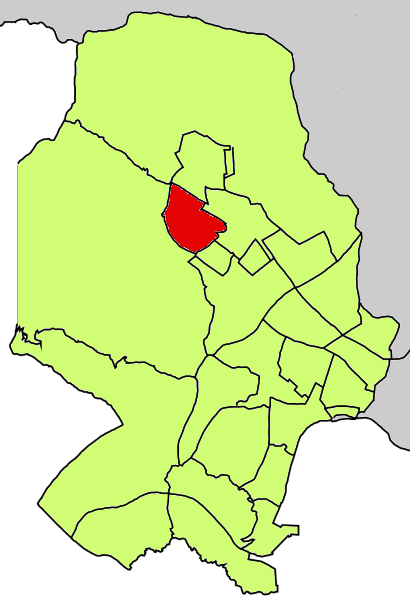
Localització de Son Xigala respecte del Districte de Ponent.

Son Xigala és un barri de la ciutat de Palma. Es troba rodejat pels barris de Son Serra-La Vileta, Son Roca, Son Anglada, Los Almendros-Son Pacs i Son Vida.
L'any 2018 al barri hi vivien 4.808 habitants.

## Transport públic
Les línies de bus de l'EMT de Palma per arribar a Son Xigala són:
- Línia 7: Son Rapinya-Son Gotleu (Itinerari de Son Xigala)
- Línia 8: Son Roca